# 首都圏中央連絡自動車道

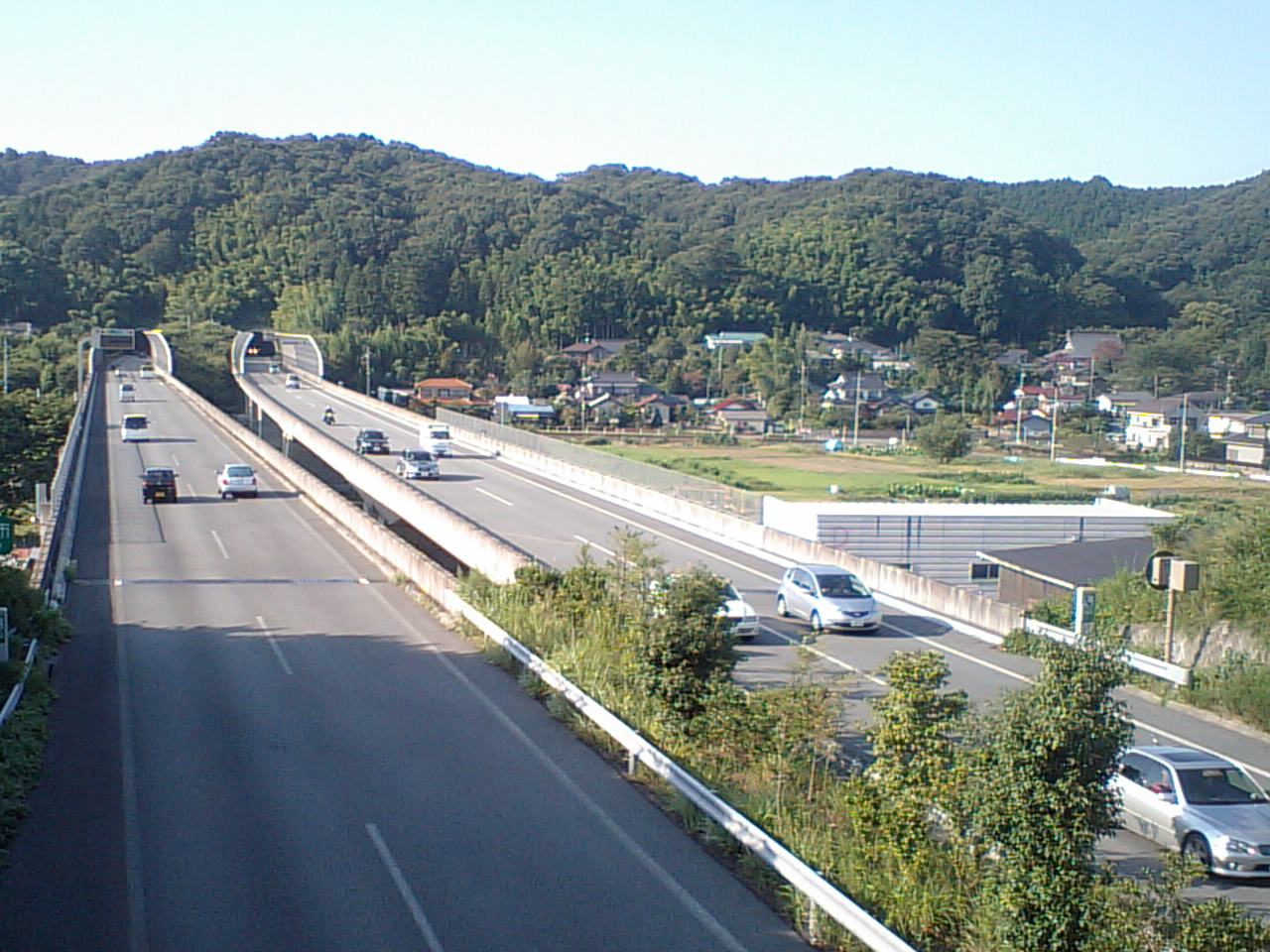
日の出IC付近

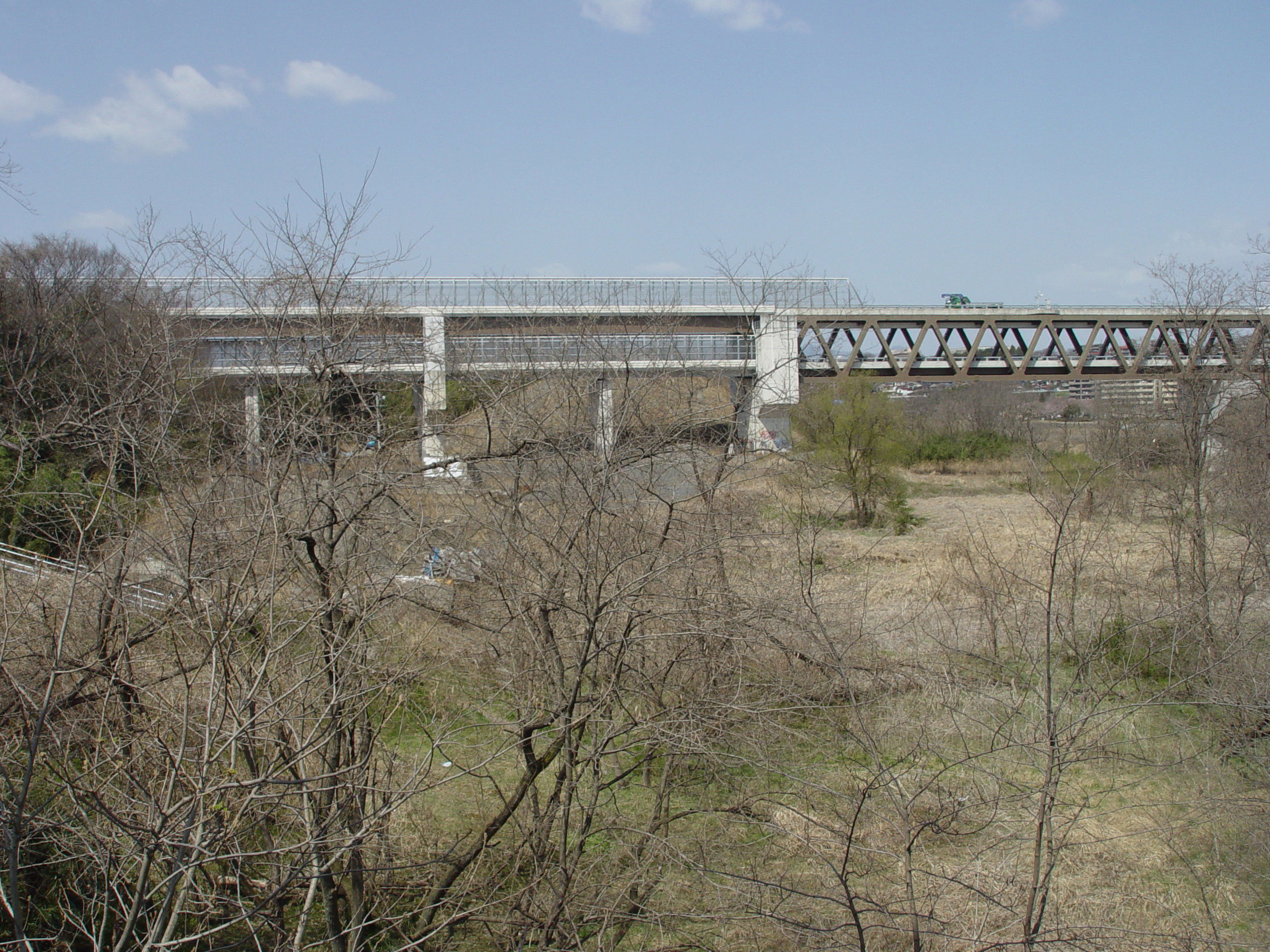
圏央道多摩川橋

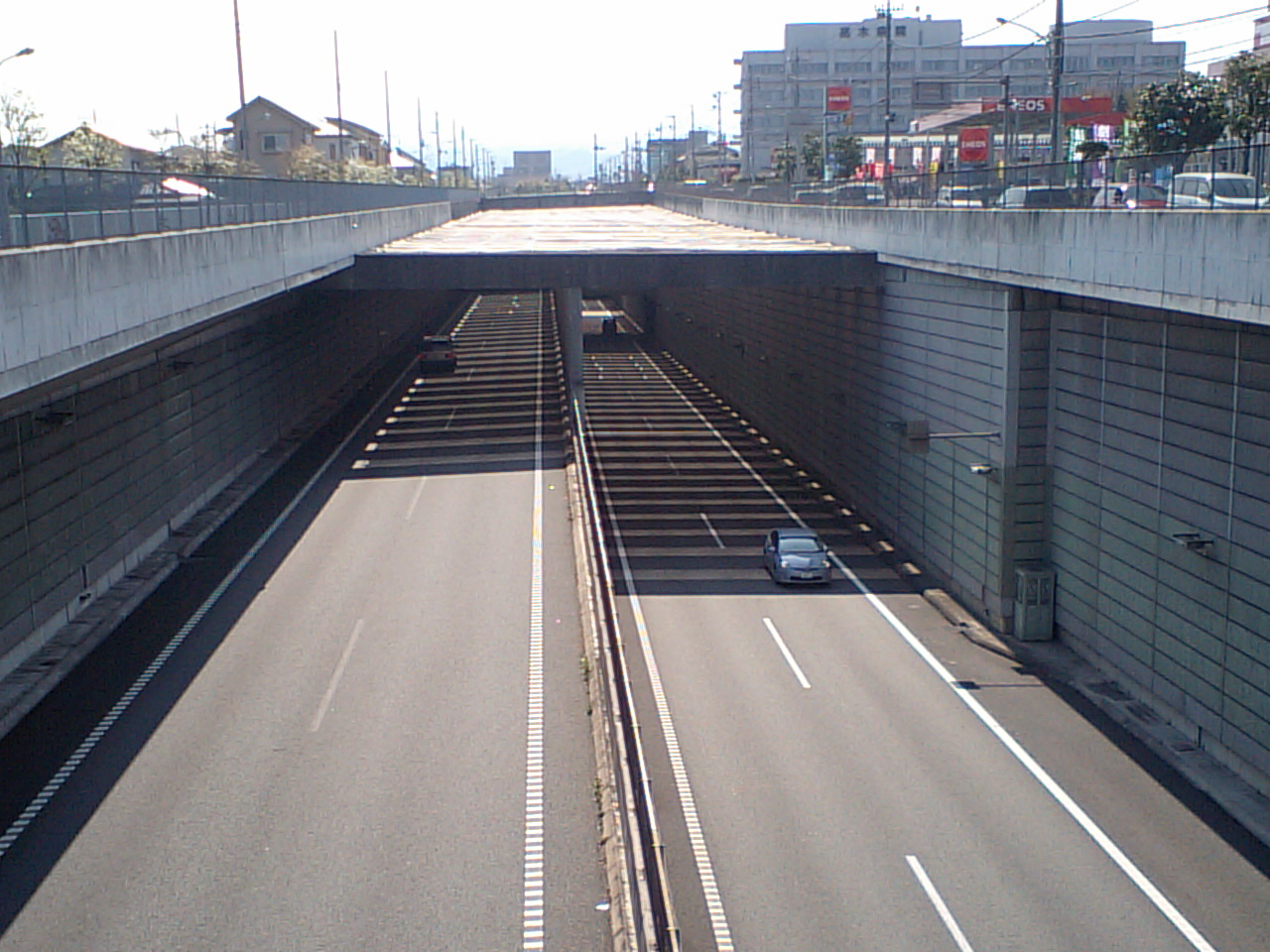
青梅トンネル、青梅IC側出入口付近

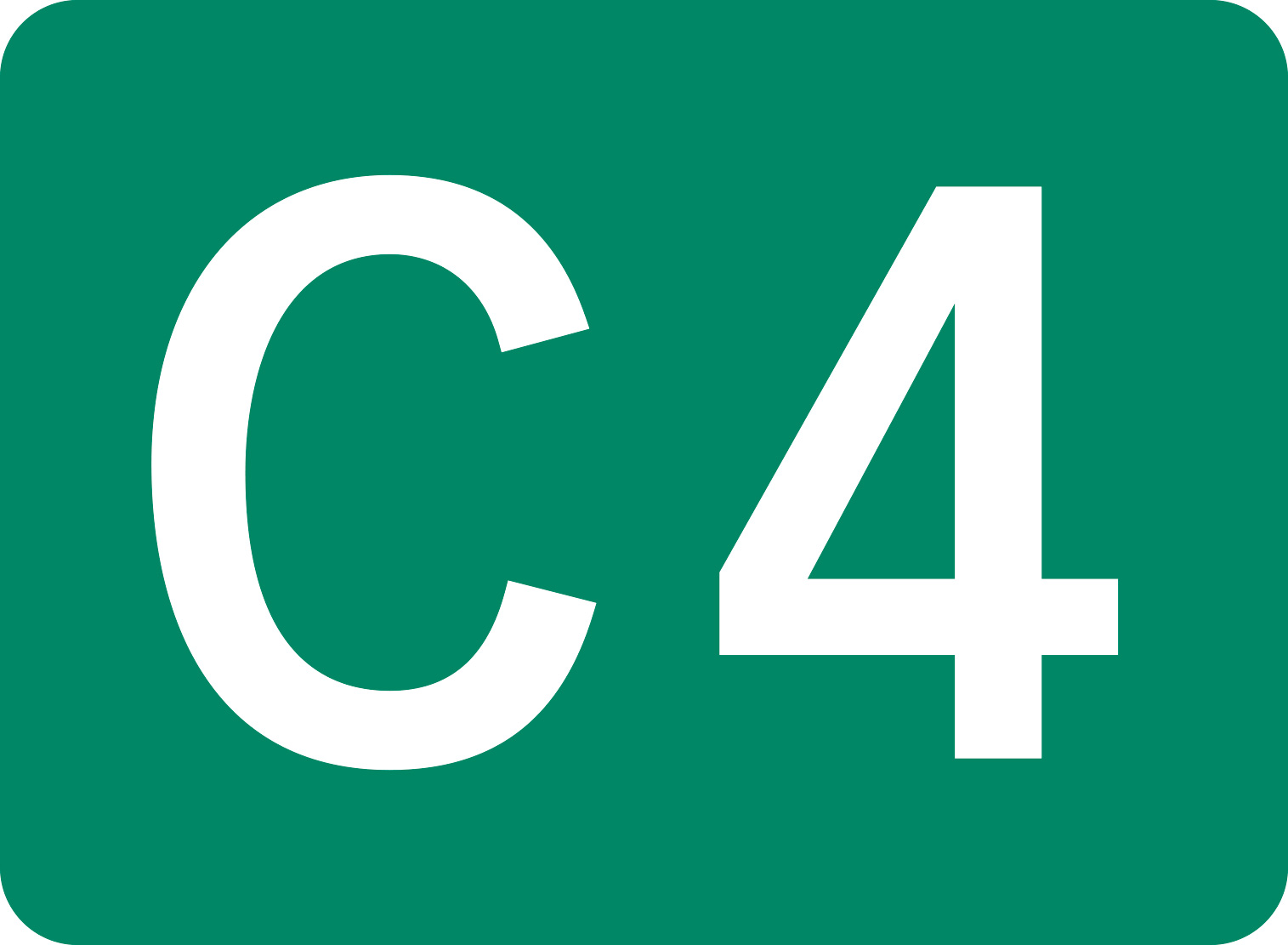
首都圏中央連絡自動車道を表す「C4」

首都圏中央連絡自動車道（しゅとけんちゅうおうれんらくじどうしゃどう、英語: KEN-O EXPWY）は、日本の首都圏において神奈川県横浜市金沢区から東京都・埼玉県・茨城県を経由して千葉県木更津市に至り、東京都心からおおむね半径40 - 60キロメートル (km) の位置を環状に結ぶ高規格幹線道路（国土交通大臣指定に基づく高規格幹線道路（一般国道の自動車専用道路）（B路線））である。国道468号に指定されている。略称は圏央道（けんおうどう）、圏央（けんおう）。
高速道路ナンバリングによる路線番号は 「C4」 が割り振られているが、横浜環状南線のうち栄IC/JCT - 戸塚IC間に限り 「E66」 が割り振られている。

## 概要
東京都心から40 - 60 km圏内の、神奈川県の横浜市・厚木市・相模原市、東京都八王子市、埼玉県川越市・久喜市、茨城県つくば市、千葉県成田市・茂原市・木更津市などの東京郊外の諸都市を結ぶとともに、複数の放射道路を相互に連絡する（横浜横須賀道路、新東名高速道路、東名高速道路、中央自動車道、関越自動車道、東北自動車道、常磐自動車道、東関東自動車道、千葉東金道路、千葉外房有料道路、館山自動車道など。第三京浜道路とは連絡しない）。首都圏の3環状9放射の一番外側の環状道路である（外環道、中央環状線とともに3環状の一つ）。法律上では、海老名IC付近の一部区間を除くほとんどの区間が、高速自動車国道ではなく一般国道の自動車専用道路の扱いとしている。
2017年（平成29年）2月26日時点で、圏央道として茅ヶ崎JCT - 大栄JCT間、松尾横芝IC - 木更津JCT間が開通しており、NEXCOが管理・運営を行っている。なお、久喜白岡JCT - つくばJCT、つくば牛久IC - 大栄JCT、松尾横芝IC - 木更津東ICの区間は「暫定2車線での開通」となっている。また未開通区間については、NEXCOと国土交通省が共同で建設・整備を進めている。このうち、藤沢ICとあきる野ICを境として、西側の藤沢IC - あきる野IC間をNEXCO中日本が、その他の区間をNEXCO東日本が、それぞれ建設・管理を担当している。

## 国道468号

### 路線データ
一般国道の路線を指定する政令に基づく起終点および重要な経過地は次のとおり。
- 起点：横浜市（金沢区）
- 終点：木更津市
- 重要な経過地 - 藤沢市、茅ヶ崎市、海老名市、厚木市、神奈川県津久井郡城山町、八王子市、秋川市、青梅市、羽村市、入間市、狭山市、日高市、川越市、鶴ケ島市[注釈 4]、坂戸市、埼玉県比企郡川島町、桶川市、北本市、同県南埼玉郡菖蒲町、久喜市、幸手市、茨城県猿島郡五霞村、同郡境町、岩井市、水海道市、つくば市、牛久市、千葉県香取郡下総町、成田市、同郡大栄町、東金市、茂原市、同県長生郡長南町、市原市、袖ケ浦市
- 総延長 : 340.6 km（茨城県 77.9 km、埼玉県 74.9 km、千葉県 112.1 km、千葉市 0.4 km、東京都 24.5 km、神奈川県 31.4 km、横浜市 10.5 km、相模原市 9.0 km）未供用延長を含む。[6][注釈 5]
- 重用延長 : なし[6][注釈 5]
- 未供用延長 : 77.9 km（茨城県 7.4 km、埼玉県 16.5 km、千葉県 37.0 km、千葉市 - km、東京都 - km、神奈川県 6.5 km、横浜市 10.5 km、相模原市 - km）[6][注釈 5]
- 実延長 : 262.7 km（茨城県 70.5 km、埼玉県 58.4 km、千葉県 75.1 km、千葉市 0.4 km、東京都 24.5 km、神奈川県 24.9 km、横浜市 - km、相模原市 9.0 km）[6][注釈 5]
  - 現道 : 262.7 km（茨城県 70.5 km、埼玉県 58.4 km、千葉県 75.1 km、千葉市 0.4 km、東京都 24.5 km、神奈川県 24.9 km、横浜市 - km、相模原市 9.0 km）[6][注釈 5]
  - 旧道 : なし[6][注釈 5]
  - 新道 : なし[6][注釈 5]
- 指定区間[7]
  - 国道126号、国道1号と重複する区間
  - 横浜市金沢区釜利谷東五丁目2357番地8 - 藤沢市城南一丁目1325番地1、茅ケ崎市西久保字上ノ町1569番地1 - 成田市吉岡字来光台1175番地1、東金市丹尾字千眼下38番地7 - 木更津市犬成犬成笹子両村新田字柳作717番地の2
- 重複区間
  - 国道1号（藤沢市城南一丁目1325番地1 - 茅ケ崎市西久保字上ノ町1569番地1）
  - 国道126号（山武市松尾町谷津字平台130番地3 - 東金市丹尾字千眼下40番地6）

海老名南JCT - 海老名IC間は国道468号ではなく、第一東海自動車道とされており、道路規格は基本的に変わらないものの、境界部には「ここから一般有料道路」（上記区間から外に出る時）、「ここから高速自動車国道」（上記区間外から中に入る時）の標識が設置されている。

## インターチェンジなど
- IC番号欄の背景色が■である部分については道路が供用済みの区間を示している。また、施設名欄の背景色が■である部分は施設が供用されていない、または完成していないことを示す。釜利谷JCT - 栄IC/JCT - 戸塚IC間、栄IC/JCT - 藤沢IC間の未開通区間および未供用の施設名称は仮称である。
- スマートインターチェンジ (SIC) 等のETC専用ICは背景色■で示す。
- 路線名の特記がないものは市町道。
- （間）は他の道路を介して接続している間接接続。
- 英略字は以下の項目を示す。
IC：インターチェンジ、SIC：スマートインターチェンジ、JCT：ジャンクション、PA：パーキングエリア
- 番号は、JCTごとに十の位を繰り上げるような方式になっている（60番台のみIC[注釈 6]）。この方式は東京外環自動車道と同じである。
- 起点からの距離は、高速道路会社と日本高速道路保有・債務返済機構の間で締結された協定[9]および事業主体である国土交通省の資料[10]に基づく。未開通区間の距離は設計（都市計画）時のものであり、供用（開通）時に日本高速道路保有・債務返済機構との間で改めて締結される営業路線の距離は変更となる場合がある。

### 釜利谷JCT - 栄IC/JCT - 戸塚IC間
C4 横浜環状南線
- 釜利谷JCT - 公田IC（仮称） - 栄JCT・IC（仮称） - 戸塚IC（仮称）

### 栄IC/JCT - 藤沢IC間
C4 横浜湘南道路
- 栄JCT・IC（仮称） - 藤沢IC

### 藤沢IC - 茅ヶ崎JCT間
E84 C4 新湘南バイパス
- 藤沢IC - 茅ヶ崎中央IC - 茅ヶ崎JCT

### 茅ヶ崎JCT - 木更津JCT間
| IC 番号                            | 施設名                             | 接続路線名                                                                                         | 起点 から （km）                   | 備考 | 所在地                             | 所在地                             | 所在地                             |
| 湘南バイパス 藤沢IC・釜利谷JCT方面 | 湘南バイパス 藤沢IC・釜利谷JCT方面 | 湘南バイパス 藤沢IC・釜利谷JCT方面                                                                 | 湘南バイパス 藤沢IC・釜利谷JCT方面 | 湘南バイパス 藤沢IC・釜利谷JCT方面 | 湘南バイパス 藤沢IC・釜利谷JCT方面 | 湘南バイパス 藤沢IC・釜利谷JCT方面 | 湘南バイパス 藤沢IC・釜利谷JCT方面 |
| ---------------------------------- | ---------------------------------- | -------------------------------------------------------------------------------------------------- | ---------------------------------- | --- | ---------------------------------- | ---------------------------------- | ---------------------------------- |
| 25                                 | 茅ヶ崎JCT                          | E84 C4 新湘南バイパス                                                                              | 0.0                                | | 神奈川県                           | 茅ヶ崎市                           | 茅ヶ崎市                           |
| 26                                 | 寒川南IC                           | 県道44号伊勢原藤沢線                                                                               | 1.9                                | ETC専用 東名高速・中央道方面出入口 | 神奈川県                           | 高座郡 寒川町                      | 高座郡 寒川町                      |
| 27                                 | 寒川北IC                           | 県道46号相模原茅ヶ崎線 県道410号県道湘南台大神伊勢原線（事業中）                                   | 5.1                                | ETC専用 | 神奈川県                           | 高座郡 寒川町                      | 高座郡 寒川町                      |
| 1                                  | 海老名南JCT                        | E1A 新東名高速道路                                                                                 | 7.9                                | | 神奈川県                           | 海老名市                           | 海老名市                           |
| 4-2                                | 海老名JCT                          | E1 東名高速道路                                                                                    | 9.4                                | | 神奈川県                           | 海老名市                           | 海老名市                           |
| 31                                 | 海老名IC                           | 県道43号藤沢厚木線                                                                                 | 11.3                               | | 神奈川県                           | 海老名市                           | 海老名市                           |
| 32                                 | 圏央厚木IC/JCT                     | 国道246号（厚木秦野道路）（事業中） 国道129号                                                      | 16.2                               | ETC専用 JCTの接続時期は未定 | 神奈川県                           | 厚木市                             | 厚木市                             |
| 32-1                               | 厚木PA/SIC                         | | 17.3                               | ETC専用 | 神奈川県                           | 厚木市                             | 厚木市                             |
| 33                                 | 相模原愛川IC                       | 国道129号 県道52号相模原町田線                                                                     | 21.4                               | | 神奈川県                           | 相模原市                           | 南区                               |
| 34                                 | 相模原IC                           | 県道510号長竹川尻線（津久井広域道路）                                                              | 30.3                               | ETC専用 | 神奈川県                           | 相模原市                           | 緑区                               |
| 35                                 | 高尾山IC                           | 国道20号（八王子南バイパス）                                                                       | 36.2                               | ETC専用 | 東京都                             | 八王子市                           | 八王子市                           |
| 6                                  | 八王子JCT                          | E20 中央自動車道                                                                                   | 38.2                               | | 東京都                             | 八王子市                           | 八王子市                           |
| 41                                 | 八王子西IC                         | 都道61号山田宮の前線 都市計画道路左入美山線（北西部幹線道路）                                      | 42.6                               | ETC専用 関越道方面出口と中央道方面出入口とは 別に関越道方面入口が存在                                                                                    | 東京都                             | 八王子市                           | 八王子市                           |
| 42                                 | あきる野IC                         | 国道411号（新滝山街道）                                                                            | 47.8                               | | 東京都                             | あきる野市                         | あきる野市                         |
| 43                                 | 日の出IC                           | 都道184号奥多摩あきる野線（永田橋通り）                                                            | 49.8                               | | 東京都                             | 西多摩郡 日の出町                  | 西多摩郡 日の出町                  |
| 44                                 | 青梅IC                             | 都道44号瑞穂富岡線                                                                                 | 58.5                               | | 東京都                             | 青梅市                             | 青梅市                             |
| 45                                 | 入間IC                             | 国道16号                                                                                           | 63.3                               | | 埼玉県                             | 入間市                             | 入間市                             |
| -                                  | 狭山PA                             | -                                                                                                  | 67.4                               | | 埼玉県                             | 狭山市                             | 狭山市                             |
| 46                                 | 狭山日高IC                         | 県道397号堀兼根岸線                                                                                | 69.3                               | | 埼玉県                             | 狭山市                             | 狭山市                             |
| 47                                 | 圏央鶴ヶ島IC                       | | 76.1                               | | 埼玉県                             | 鶴ヶ島市                           | 鶴ヶ島市                           |
| 50                                 | 鶴ヶ島JCT                          | E17 関越自動車道                                                                                   | 78.3                               | 関越道のJCT番号は「4-1」 | 埼玉県                             | 鶴ヶ島市                           | 鶴ヶ島市                           |
| 51                                 | 坂戸IC                             | 県道269号上伊草坂戸線                                                                              | 83.5                               | ETC専用 | 埼玉県                             | 坂戸市                             | 坂戸市                             |
| 52                                 | 川島IC                             | 国道254号                                                                                          | 86.0                               | | 埼玉県                             | 比企郡 川島町                      | 比企郡 川島町                      |
| 60                                 | 桶川北本IC                         | 国道17号（上尾道路）                                                                               | 91.7                               | ETC2.0搭載車限定で道の駅べに花の郷おけがわへの一時退出実験実施中 新大宮上尾道路との接続計画あり                                                          | 埼玉県                             | 桶川市                             | 桶川市                             |
| 61                                 | 桶川加納IC                         | 県道12号川越栗橋線                                                                                 | 96.4                               | | 埼玉県                             | 桶川市                             | 桶川市                             |
| -                                  | 菖蒲PA                             | -                                                                                                  | 99.2                               | 上下線集約型・給油所設置 | 埼玉県                             | 久喜市                             | 久喜市                             |
| 62                                 | 白岡菖蒲IC                         | 国道122号（騎西菖蒲バイパス）                                                                      | 102.5                              | 一部は久喜市 | 埼玉県                             | 白岡市                             | 白岡市                             |
| 70                                 | 久喜白岡JCT                        | E4 東北自動車道                                                                                    | 105.8                              | 一部は白岡市 東北道のJCT番号は「3-2」 | 埼玉県                             | 久喜市                             | 久喜市                             |
| 71                                 | 幸手IC                             | 県道383号惣新田幸手線                                                                              | 114.3                              | | 埼玉県                             | 幸手市                             | 幸手市                             |
| 72                                 | 五霞IC                             | 国道4号（新4号国道春日部古河バイパス）                                                             | 118.5                              | ETC2.0搭載車限定で道の駅ごかへの一時退出実験実施中 五霞IC以北の春日部古河BPは茨城西部・宇都宮広域連絡道路 五霞IC以南では東埼玉道路延伸部との接続構想あり | 茨城県                             | 猿島郡                             | 五霞町                             |
| 73                                 | 境古河IC                           | 国道354号（境岩井バイパス）                                                                        | 125.4                              | | 茨城県                             | 猿島郡                             | 境町                               |
| 74                                 | 坂東IC                             | 県道20号結城坂東線（バイパス）                                                                     | 134.5                              | ETC専用 | 茨城県                             | 坂東市                             | 坂東市                             |
| -                                  | 坂東PA                             | -                                                                                                  |                                    | 内回りのみ、外回りは供用開始時期未定 | 茨城県                             | 坂東市                             | 坂東市                             |
| 75                                 | 常総IC                             | 国道294号（常総バイパス）                                                                          | 143.4                              | ETC2.0搭載車限定で道の駅常総への一時退出実験実施中 | 茨城県                             | 常総市                             | 常総市                             |
| 75-1                               | つくば西SIC                        | 県道45号つくば真岡線バイパス（内回り） 県道123号土浦坂東線（都市計画道路島名上河原崎線）（外回り） | 150.4                              | ETC専用 | 茨城県                             | つくば市                           | つくば市                           |
| 76                                 | つくば中央IC                       | 県道19号取手つくば線（サイエンス大通り）                                                           | 153.9                              | | 茨城県                             | つくば市                           | つくば市                           |
| 80                                 | つくばJCT                          | E6 常磐自動車道                                                                                    | 158.2                              | 常磐道のJCT番号は「4-1」 | 茨城県                             | つくば市                           | つくば市                           |
| 81                                 | つくば牛久IC                       | 国道6号（牛久土浦バイパス）                                                                        | 159.7                              | | 茨城県                             | つくば市                           | つくば市                           |
| 82                                 | 牛久阿見IC                         | 県道48号土浦竜ヶ崎線                                                                               | 165.8                              | ETC専用 | 茨城県                             | 稲敷郡 阿見町                      | 稲敷郡 阿見町                      |
| 83                                 | 阿見東IC                           | 県道34号竜ヶ崎阿見線（バイパス）                                                                   | 171.7                              | | 茨城県                             | 牛久市                             | 牛久市                             |
| -                                  | 江戸崎PA                           | -                                                                                                  | 175.1                              | | 茨城県                             | 稲敷市                             | 稲敷市                             |
| 84                                 | 稲敷IC                             | 県道49号江戸崎新利根線                                                                             | 177.7                              | | 茨城県                             | 稲敷市                             | 稲敷市                             |
| 85                                 | 稲敷東IC                           | 県道103号江戸崎下総線                                                                              | 183.7                              | | 茨城県                             | 稲敷市                             | 稲敷市                             |
| 86                                 | 神崎IC/PA                          | 国道356号（下総神崎バイパス）                                                                      | 188.3                              | PAは2026年度までに供用開始予定 | 千葉県                             | 香取郡 神崎町                      | 香取郡 神崎町                      |
| 87                                 | 下総IC                             | 県道63号成田下総線                                                                                 | 192.1                              | ETC専用 | 千葉県                             | 成田市                             | 成田市                             |
| 90                                 | 大栄JCT                            | E51 東関東自動車道                                                                                 | 198.0                              | 東関東道のJCT番号は「10-1」 | 千葉県                             | 成田市                             | 成田市                             |
| -                                  | 圏央成田IC                         | 県道44号成田小見川鹿島港線                                                                         | 200.9                              | 2026年度までに供用開始予定 | 千葉県                             | 成田市                             | 成田市                             |
| -                                  | IC                                 | 成田空港平行滑走路横断道路（構想）                                                                 |                                    | 構想中 | 千葉県                             | 香取郡 多古町                      | 香取郡 多古町                      |
| -                                  | 多古IC                             | 国道296号                                                                                          | 207.1                              | 2026年度までに供用開始予定 | 千葉県                             | 香取郡 多古町                      | 香取郡 多古町                      |
| 93                                 | 松尾横芝IC                         | 国道126号（銚子連絡道路） 県道62号成田松尾線（芝山はにわ道）                                       | 216.1                              | | 千葉県                             | 山武市                             | 山武市                             |
| -                                  | 山武PA                             | |                                    | 事業中 | 千葉県                             | 山武市                             | 山武市                             |
| 94                                 | 山武成東IC                         | 県道76号成東酒々井線                                                                               | 223.5                              | | 千葉県                             | 山武市                             | 山武市                             |
| 100                                | 東金JCT                            | E82 千葉東金道路                                                                                   | 232.2                              | 千葉東金道のJCT番号は「5-1」 | 千葉県                             | 東金市                             | 東金市                             |
| 101                                | 東金IC                             | 国道126号                                                                                          | 232.2                              | 千葉東金道のIC番号は「6」 | 千葉県                             | 東金市                             | 東金市                             |
| 101-1                              | 大網白里SIC                        | （間）県道20号千葉大網線                                                                           | 239.7                              | ETC専用 | 千葉県                             | 大網白里市                         | 大網白里市                         |
| 102                                | 茂原北IC                           | 県道21号五井本納線                                                                                 | 243.1                              | | 千葉県                             | 茂原市                             | 茂原市                             |
| 102-1                              | 茂原長柄SIC                        | （間）県道14号千葉茂原線                                                                           | 248.6                              | ETC専用 | 千葉県                             | 茂原市                             | 茂原市                             |
| 103                                | 茂原長南IC                         | 国道409号（茂原一宮道路）                                                                          | 253.8                              | | 千葉県                             | 長生郡 長南町                      | 長生郡 長南町                      |
| 104                                | 市原鶴舞IC                         | 国道297号                                                                                          | 262.6                              | | 千葉県                             | 市原市                             | 市原市                             |
| -                                  | 高滝湖PA                           | -                                                                                                  | 264.4                              | | 千葉県                             | 市原市                             | 市原市                             |
| 105                                | 木更津東IC                         | 国道410号（久留里馬来田バイパス）                                                                  | 275.1                              | ETC2.0搭載車限定で 道の駅木更津 うまくたの里への一時退出実験実施中                                                                                       | 千葉県                             | 木更津市                           | 木更津市                           |
| -                                  | かずさIC（仮称）                   | 県道33号君津平川線                                                                                 |                                    | 計画中 | 千葉県                             | 袖ケ浦市                           | 袖ケ浦市                           |
| 110                                | 木更津JCT                          | E14 館山自動車道                                                                                   | 282.2                              | 館山道・アクアラインのJCT番号は「16」 | 千葉県                             | 木更津市                           | 木更津市                           |
| CA 東京湾アクアライン連絡道        |                                    | |                                    | |                                    |                                    |                                    |

## 歴史
| 1988 | (3月)(新湘南バイパスとして)茅ヶ崎JCT - 藤沢IC                                                         |
| 1989 | |
| 1990 | |
| 1991 | |
| 1992 | |
| 1993 | |
| 1994 | |
| 1995 | |
| 1996 | (3月)青梅IC - 鶴ヶ島JCT                                                                               |
| 1997 | |
| 1998 | (3月)(千葉東金道路として)東金IC - 松尾横芝IC                                                          |
| 1999 | |
| 2000 | |
| 2001 | |
| 2002 | (3月)日の出IC - 青梅IC                                                                                |
| 2003 | (3月)つくばJCT - つくば牛久IC                                                                         |
| 2004 | |
| 2005 | (3月)あきる野IC - 日の出IC                                                                            |
| 2006 | |
| 2007 | (3月)つくば牛久IC - 阿見東IC、木更津東IC - 木更津JCT (6月)八王子JCT - あきる野IC                      |
| 2008 | (3月)鶴ヶ島JCT - 川島IC                                                                               |
| 2009 | (3月)阿見東IC - 稲敷IC                                                                                |
| 2010 | (2月)海老名JCT - 海老名IC (3月)川島IC - 桶川北本IC (4月)つくば中央IC - つくばJCT                      |
| 2011 | (5月)白岡菖蒲IC - 久喜白岡JCT                                                                         |
| 2012 | (3月)高尾山IC - 八王子JCT                                                                             |
| 2013 | (3月)海老名IC - 相模原愛川IC (4月)茅ヶ崎JCT - 寒川北IC、東金IC - 木更津東IC                           |
| 2014 | (4月)稲敷IC - 神崎IC (6月)相模原愛川IC - 高尾山IC                                                     |
| 2015 | (3月)寒川北IC - 海老名JCT、久喜白岡JCT - 境古河IC (6月)神崎IC - 大栄JCT (10月)桶川北本IC - 白岡菖蒲IC |
| 2016 | |
| 2017 | (2月)境古河IC - つくば中央IC                                                                          |

- 1987年（昭和62年）6月30日：高規格幹線道路として構想。一般国道16号の渋滞解消を目指すとしたため一般国道16号のバイパス道路としてであった。
- 1988年（昭和63年）3月30日：新湘南バイパス 開通[29]。
- 1993年（平成5年）4月1日：一般国道468号に指定[30]。
- 1996年（平成8年）3月26日：青梅IC - 鶴ヶ島JCT間 開通[31]（圏央道として最初の開通区間）。
- 1998年（平成10年）3月30日：千葉東金道路二期（東金IC - 松尾横芝IC間） 開通（暫定2車線）。
- 2002年（平成14年）3月29日：日の出IC - 青梅IC間 開通[32]。
- 2003年（平成15年）3月29日：つくばJCT - つくば牛久IC間 開通[33]。
- 2005年（平成17年）3月21日：あきる野IC - 日の出IC間 開通[34]。
- 2007年（平成19年）
  - 3月10日：つくば牛久IC - 阿見東IC間 開通（暫定2車線）[35]。
  - 3月21日：木更津東IC - 木更津JCT間 開通[36][37]。
  - 6月23日：八王子JCT - あきる野IC間 開通[38]（中央自動車道と関越自動車道が東京都心の道路を経由する事なく当自動車道経由でも結ばれる）。
- 2008年（平成20年）
  - 3月26日：工事中の城山八王子トンネル（現・相模原八王子トンネル）が崩落、坑口および周囲に損傷被害。
  - 3月29日：鶴ヶ島JCT - 川島IC間 開通[39]。
  - 7月18日：狭山PA 開設[40]。
- 2009年（平成21年）3月21日：阿見東IC - 稲敷IC間 開通（暫定2車線）[41]。
- 2010年（平成22年）
  - 2月27日：海老名JCT - 海老名IC間 開通[42]。
  - 3月28日：川島IC - 桶川北本IC間 開通[43]。
  - 4月24日：つくば中央IC - つくばJCT間 開通（暫定2車線）[44]。
- 2011年（平成23年）5月29日：白岡菖蒲IC - 久喜白岡JCT間 開通[45]。
- 2012年（平成24年）3月25日：高尾山IC - 八王子JCT間 開通[46]。
- 2013年（平成25年）
  - 3月30日：海老名IC - 相模原愛川IC間 開通[47]。同時に厚木PA（外回り）開設[48]。
  - 4月14日：茅ヶ崎JCT - 寒川北IC間 開通[49][48]。
  - 4月27日：東金IC/JCT - 木更津東IC間 開通（暫定2車線）[50]。同時に、館山自動車道を通行する事なく、東京湾アクアラインへ直通する事が可能となる。千葉東金道路・東金IC/JCT - 松尾横芝IC間の路線名称を「圏央道」へ変更[51]。
  - 6月11日：八王子西SIC、大網白里SIC、茂原長柄SICの追加設置を国土交通大臣が認可[52]。
  - 7月12日：高滝湖PA（内回り）開設[53]。
  - 8月8日：厚木PA（内回り）開設。
- 2014年（平成26年）
  - 4月12日：稲敷IC - 神崎IC間 開通（暫定2車線）[54][55]。
  - 6月28日：相模原愛川IC - 高尾山IC間 開通[56][57]（東名高速道路と中央自動車道と関越自動車道が当道路経由でも結ばれる）。これにより東京都内が全通。
  - 7月11日：江戸崎PA 開設[58]。
- 2015年（平成27年）
  - 3月8日：寒川北IC - 海老名JCT間 開通（新湘南バイパスと東名高速道路、中央自動車道、関越自動車道が結ばれる）[59]。
  - 3月29日：相模原IC 開設[60]、および久喜白岡JCT - 境古河IC間 開通（幸手IC付近を除き暫定2車線）[61][62]。
  - 4月1日：圏央道の通行料金を見直し、今まで1キロメートル当たり 43.20円（43.20/km）から、大都市近郊区間と同じ料金制度の1キロメートル当たり29.52円（29.52円/km）へ値下げ[63]。
  - 6月7日：神崎IC - 大栄JCT間 開通（常磐自動車道と東関東自動車道が首都高速道路を経由する事なく結ばれる・暫定2車線）[64][65][66][67]。
  - 8月10日：高滝湖PA（外回り）開設[68]。
  - 9月10日：平成27年9月関東・東北豪雨により、常総市の常総インターチェンジ付近の建設現場が洪水により浸水し、復旧作業と建設工法の見直しがされた結果、境古河IC - つくば中央IC間の開通時期が遅れる。
  - 10月31日：桶川北本IC - 白岡菖蒲IC間 開通（関越自動車道と東北自動車道が当自動車道経由でも結ばれ、新湘南バイパスから東名高速道路、中央自動車道、関越自動車道を介して東北自動車道までの間が首都高速道路などを経由する事なく結ばれる）[69]。これにより埼玉県内全通。この区間の開通が遅れた理由は、頑強に売却を拒否する地権者がおり、土地収用手続きに時間がかかったためである。地権者は「最後に残った古いクリの木を植え替えるための時間が欲しい」と主張し、明け渡しに応じていなかったが、2014年8月15日に、クリの木は行政代執行により伐採された[70][71]。
- 2016年（平成28年）12月24日：八王子西ICフル化（関越道方面出入口開通）[72][73]。
- 2017年（平成29年）
  - 2月26日：境古河IC - つくば中央IC間 開通（東北自動車道と常磐自動車道が当自動車道経由でも結ばれ、新湘南バイパスから東名高速道路、中央自動車道、関越自動車道、東北自動車道、常磐自動車道を介して、東関東自動車道までの間が首都高速道路を経由する事なく結ばれる。久喜白岡JCTから大栄JCTまで暫定2車線として開通）[74]。これにより茨城県内全通。
  - 11月9日：台風21号による並行都道（東京都道61号山田宮の前線）土砂災害通行止めのため、八王子西IC ⇔ あきる野IC間のみの利用車両無料措置を開始する（都道復旧までの間）[75][76]。
  - 12月19日：上記の八王子西IC ⇔ あきる野IC間の代替路無料措置を終了[77]。
  - 12月20日：八王子JCT本線部が内回り・外回りともに2車線化[78]。
- 2018年（平成30年）1月28日：海老名南JCT開通により、新東名高速道路と接続[79]。
- 2019年（平成31年）3月24日 : 大網白里スマートIC供用開始[80]。
- 2020年（令和2年）
  - 2月16日 : 茂原長柄スマートIC供用開始[81]。
  - 9月26日 : 厚木PAスマートIC供用開始[82]。
- 2022年（令和4年）
  - 4月1日：八王子西ICがETC専用化[83]。
  - 6月30日：相模原ICがETC専用化[84]。
- 2023年（令和5年）
  - 3月31日：久喜白岡JCT - 幸手IC・境古河IC - 坂東IC 4車線化、併せて当該区間の最高速度が70 km/hから80 km/hに変更[85]。
  - 9月21日：坂戸ICがETC専用化[86]。
- 2024年（令和6年）
  - 3月22日：高尾山ICおよび寒川北ICがETC専用化[87]。
  - 4月23日：坂東PA（内回り）開設[12]。
  - 9月19日：下総ICがETC専用化[88]。
- 2025年（令和7年）
  - 1月24日：圏央成田IC・多古ICの名称決定について公表[18]。
  - 3月5日：牛久阿見ICがETC専用化[89]。
  - 3月14日：幸手IC - 五霞IC 4車線化、併せて当該区間の最高速度が70 km/hから80 km/hに変更[90]。
  - 3月23日：つくば西スマートIC供用開始[91]。
  - 3月25日：坂東ICがETC専用化[89]。
  - 3月26日：寒川南IC・圏央厚木ICがETC専用化[92]。

### 開通予定年度
首都圏中央連絡自動車道の今後の開通予定は、以下の通りである。
- 2025年（令和7年）8月29日：つくば牛久IC - 牛久阿見IC・阿見東IC - 稲敷IC 4車線化[93][94][95]
- 2025年度（令和7年度）まで：つくば中央IC - つくばJCT 4車線化[94]
- 2026年度（令和8年度）まで：五霞IC - 境古河IC・坂東IC - つくば中央IC・牛久阿見IC - 阿見東IC・稲敷IC - 神崎IC・神崎IC - 大栄JCT 4車線化（資機材の調達等が順調な場合）[94]、神崎PA（資機材の調達等が順調な場合）[94][25]、大栄JCT - 松尾横芝IC[注釈 9]（東関東自動車道と千葉東金道路が結ばれる）[21][20]
- 未定：松尾横芝IC - 東金IC/JCT 4車線化[96]、栄IC/JCT - 藤沢IC[97]、釜利谷JCT - 栄IC/JCT - 戸塚IC（横浜横須賀道路と新湘南バイパスが結ばれる）[97]、坂東PA外回り[12][94]、山武PA[25][26]、かずさIC

## 整備の影響

### 首都圏中央連絡自動車道の整備効果
環状道路は、目的地ではない都心寄りを経由せずに他の地域へ向かうことができる。国土交通省は交通渋滞の緩和による物流の円滑化、観光振興などに効果があったと分析している。埼玉県は、2005年に本格的に始めた企業誘致の件数が2018年9月末までに目標の1000件を超え、圏央道の効果が大きかったと発表している。

### 首都圏中央連絡自動車道の建設反対を巡る訴訟

#### あきる野IC - 青梅IC間に係る土地収用法上の事業認定取消訴訟
あきる野IC付近の事業認定を巡って、東京地方裁判所平成12年（行ウ）第349号事業認定取消請求事件を第一審とする行政訴訟が提訴された。一審では、市民団体寄りの判決を多く出していた藤山雅行が裁判長を務め、原告側の請求を認め、土地収用法上の事業認定を取り消す判決が下った（東京地判平16・4・22）。
この判決に対し、行政側は東京高等裁判所へ2004年（平成16年）4月27日に控訴した。二審の平成16年（行コ）第205号事業認定取消・収用裁決取消請求控訴事件においては、行政側が逆転勝訴し、裁判は終結した。

#### 高尾山天狗裁判
八王子JCT - 高尾山IC間に関し、平成14年（行ウ）第296号等の事業認定の取消しを求めた行政訴訟が起きた。原告は高尾山周辺や八王子城址付近の環境破壊、税金の無駄遣いを理由として、圏央道高尾山トンネル建設に対し、団結小屋の設置など、激しい建設反対運動が起き、東京都知事や国土交通大臣を提訴したものの、行政側が勝訴し裁判は終結した。

## 路線状況

### 事業路線名
- 釜利谷JCT - 栄IC/JCT - 戸塚IC：一般国道468号横浜環状南線
- 栄IC/JCT - 藤沢IC：一般国道468号横浜湘南道路
- 藤沢IC - 茅ヶ崎JCT：一般国道1号新湘南バイパス（現道強化当面活用区間）
- 茅ヶ崎JCT - 海老名南JCT：一般国道468号さがみ縦貫道路
- 海老名南JCT - 海老名IC：第一東海自動車道（高速自動車国道、東名高速道路海老名支線）
- 海老名IC - 相模原IC：一般国道468号さがみ縦貫道路
- 相模原IC - 松尾横芝IC：一般国道468号首都圏中央連絡自動車道
- 松尾横芝IC - 東金JCT：一般国道126号千葉東金道路（現道強化当面活用区間）
- 東金JCT - 木更津JCT：一般国道468号東京湾横断・木更津東金道路

### 道路規格
- 釜利谷JCT - 栄IC/JCT - 戸塚IC間
  - 種級区分 - 第1種第3級（完成6車線。ただし、栄IC/JCT - 戸塚IC間は暫定2車線として整備予定[102]）
  - 設計速度 - 80 km/h
- 栄IC/JCT - 海老名IC間
  - 種級区分 - 第1種第3級（完成4車線。ただし、海老名JCT付近の本線の一部は2車線）
  - 設計速度 - 80 km/h
- 海老名IC - 高尾山IC間
  - 種級区分 - 第1種第2級（完成4車線）
  - 設計速度 - 100 km/h
- 高尾山IC - 川島IC間
  - 種級区分 - 第1種第3級（完成4車線）
  - 設計速度 - 80 km/h
- 川島IC - 木更津JCT間
  - 種級区分 - 第1種第2級（完成4車線。ただし、久喜白岡JCT - 五霞IC間は第1種第3級[103]。久喜白岡JCT以東は一部区間を除き当面暫定2車線として供用）
  - 設計速度 - 100 km/h（ただし、久喜白岡JCT - 五霞IC間は80 km/h[103]、暫定2車線区間は70 km/h）

### 車線・最高速度
| 区間                             | 車線   | 車線   | 車線   | 規制最高速度      | 規制最高速度          | 規制最高速度      | 備考  |
| 区間                             | 上下線 | 上り線 | 下り線 | 大特 三輪・牽引   | 大型貨物 特定中型貨物 | 左記を除く車両    | 備考  |
| -------------------------------- | ------ | ------ | ------ | ----------------- | --------------------- | ----------------- | ----- |
| 茅ヶ崎JCT - 海老名南JCT          | 4      | 2      | 2      | 80 km/h （指定）  | 80 km/h （指定）      | 80 km/h （指定）  |       |
| 海老名南JCT - 海老名IC           | 4      | 2      | 2      | 80 km/h （指定）  | 80 km/h （指定）      | 80 km/h （指定）  | ※1    |
| 海老名IC - 川島IC                | 4      | 2      | 2      | 80 km/h （指定）  | 80 km/h （指定）      | 80 km/h （指定）  |       |
| 川島IC - 久喜白岡JCT             | 4      | 2      | 2      | 100 km/h （指定） | 100 km/h （指定）     | 100 km/h （指定） | ※2    |
| 久喜白岡JCT - 五霞IC             | 4      | 2      | 2      | 80 km/h （指定）  | 80 km/h （指定）      | 80 km/h （指定）  |       |
| 五霞IC - 境古河IC                | 2      | 1      | 1      | 70 km/h （指定）  | 70 km/h （指定）      | 70 km/h （指定）  | ※3 ※6 |
| 境古河IC - 坂東IC                | 4      | 2      | 2      | 80 km/h （指定）  | 80 km/h （指定）      | 80 km/h （指定）  |       |
| 坂東IC - つくばJCT               | 2      | 1      | 1      | 70 km/h （指定）  | 70 km/h （指定）      | 70 km/h （指定）  | ※3 ※6 |
| つくばJCT - つくば牛久IC         | 4      | 2      | 2      | 70 km/h （指定）  | 70 km/h （指定）      | 70 km/h （指定）  | ※4 ※5 |
| つくば牛久IC - 江戸崎PA          | 2      | 1      | 1      | 70 km/h （指定）  | 70 km/h （指定）      | 70 km/h （指定）  | ※3 ※6 |
| 江戸崎PA - 稲敷IC                | 4      | 2      | 2      | 70 km/h （指定）  | 70 km/h （指定）      | 70 km/h （指定）  |       |
| 稲敷IC - 大栄JCT                 | 2      | 1      | 1      | 70 km/h （指定）  | 70 km/h （指定）      | 70 km/h （指定）  | ※3 ※6 |
| （大栄JCT - 松尾横芝IC間未開通） |        |        |        |                   |                       |                   |       |
| 松尾横芝IC - 木更津東IC          | 2      | 1      | 1      | 70 km/h （指定）  | 70 km/h （指定）      | 70 km/h （指定）  | ※3 ※7 |
| 木更津東IC - 木更津JCT           | 4      | 2      | 2      | 80 km/h （指定）  | 80 km/h （指定）      | 80 km/h （指定）  |       |

- ※1：この区間のみ高速自動車国道なので法定最低速度50 km/hが適用される。また、海老名JCT内は外回り、内回りともに1車線の暫定2車線。新東名高速道路開通までの暫定措置。
- ※2：指定最高速度は貨物等（特定中型以上の貨物自動車）、大型特殊自動車、三輪自動車、牽引自動車を除く標示はなく、全車種に適用される。これらの車種の規制速度が、高速自動車国道における法定最高速度の時速80キロメートル（大型貨物自動車・特定中型貨物自動車は時速90キロメートル）を超えているケースは唯一である。
- ※3：暫定2車線
- ※4：つくばJCT - つくば牛久IC間が1.5 kmと短いため。
- ※5：本線の車線は4車線だが、つくばJCTとつくば牛久ICへの車線を含めれば6車線で運用されている。
- ※6 : 久喜白岡JCT - 大栄JCTは4車線化優先整備区間。
- ※7 : 松尾横芝IC - 東金JCTは4車線化優先整備区間。

### サービスエリア・パーキングエリア
圏央道にはサービスエリア (SA) は設置されていない。計画当初は高滝湖PA がSAの予定であった。また、高滝湖PAと江戸崎PAには売店は設置されておらず、公衆便所・飲料自動販売機のみ（高滝湖PAは公衆便所のみ）が設置されている。売店は厚木PA、狭山PA、菖蒲PAに設置されており、このうち厚木PAの売店は24時間営業である。坂東PAにはハイウェイオアシス内にコンビニエンスストアが出店している（24時間営業）。
江戸崎PAと菖蒲PAの間の距離は76 kmあり、江戸崎PAと東北道蓮田SAの間は78.4 km、江戸崎PAと東北道羽生PAの間は86 km離れており、この間には休憩施設が設置されておらず、しかも暫定2車線区間で追い越しが困難で、渋滞や低速車両があると時間がかかるため、利用者から不満が挙がっていた。このため、江戸崎PAと菖蒲PAのほぼ中間地点に坂東PAの整備が進められており、内回りが2024年（令和6年）4月23日に供用開始された。また、厚木PAと狭山PA間は50 kmに渡って休憩施設がなく、これはNEXCO中日本管内で、休憩施設間の距離が最も長い。狭山PA内回り入口手前には、「次の厚木PAまで50km」という休憩を促す標識を設置している。
ガソリンスタンドは菖蒲PAのみの設置で、圏央道を経由して100 km以上にわたってガソリンスタンドがない区間が複数あり、周辺の各SA・PAでは圏央道の利用者に対して、ガス欠防止のため事前給油や休憩を促す標識やポスターを設置している。
久喜白岡JCT - 大栄JCT間の4車線化に合わせて坂東PAが整備されたほか、大栄JCT - 松尾横芝IC間の開通を見越して、新たな休憩施設として神崎PA、PA設置の候補箇所として松尾横芝IC - 山武成東IC間に山武PAが挙げられている。
なお、ETC2.0搭載車対象の休憩施設一時退出実験が、2018年（平成30年）3月24日より五霞IC付近にある道の駅ごかで、2024年（令和6年）3月29日より常総IC付近にある道の駅常総で、2025年（令和7年）3月27日より桶川北本IC付近にある道の駅べに花の郷おけがわでそれぞれ行われている。

### 主なトンネルと橋
- 神奈川県・東京都・埼玉県区間

| トンネル・橋梁名称   | 延長                            | 区間                    | 備考                                                                              |
| -------------------- | ------------------------------- | ----------------------- | --------------------------------------------------------------------------------- |
| 圏央相模川橋         | 300 m                           | 海老名IC - 圏央厚木IC   |                                                                                   |
| 上依知第1トンネル    | 内回り：554 m 外回り：652 m     | 厚木PA - 相模原愛川IC   |                                                                                   |
| 上依知第2トンネル    | 内回り：256 m 外回り：265 m     | 厚木PA - 相模原愛川IC   |                                                                                   |
| 愛川トンネル         | 内回り：2,677 m 外回り：2,719 m | 相模原愛川IC - 相模原IC |                                                                                   |
| 小倉山トンネル       | 内回り：2,100 m 外回り：2,098 m | 相模原愛川IC - 相模原IC |                                                                                   |
| 城山トンネル         | 417 m                           | 相模原IC - 高尾山IC     |                                                                                   |
| 相模原八王子トンネル | 内回り：3,577 m 外回り：3,572 m | 相模原IC - 高尾山IC     | 圏央道最長のトンネル                                                              |
| 高尾山トンネル       | 内回り：1,348 m 外回り：1,470 m | 高尾山IC - 八王子JCT    | 外回り南浅川トンネル（延長118 m）+ 高尾山トンネル（延長1,329 m）、総延長約1,470 m |
| 八王子城跡トンネル   | 内回り：2,386 m 外回り：2,382 m | 八王子JCT - 八王子西IC  |                                                                                   |
| 恩方トンネル         | 内回り：735 m 外回り：715 m     | 八王子JCT - 八王子西IC  |                                                                                   |
| 天合峰トンネル       | 内回り：1,363 m 外回り：1,354 m | 八王子西IC - あきる野IC |                                                                                   |
| 川口トンネル         | 内回り：1,952 m 外回り：1,957 m | 八王子西IC - あきる野IC |                                                                                   |
| 菅生トンネル         | 内回り：2,360 m 外回り：2,362 m | 日の出IC - 青梅IC       |                                                                                   |
| 友田トンネル         | 内回り：382 m 外回り：407 m     | 日の出IC - 青梅IC       |                                                                                   |
| 圏央道多摩川橋       | 352.0 m                         | 日の出IC - 青梅IC       |                                                                                   |
| 青梅トンネル         | 内回り：2,059 m 外回り：2,094 m | 日の出IC - 青梅IC       |                                                                                   |
| 入間西トンネル       | 255 m                           | 青梅IC - 入間IC         |                                                                                   |
| 入間中トンネル       | 100 m                           | 入間IC - 狭山PA         |                                                                                   |
| 入間東トンネル       | 200 m                           | 入間IC - 狭山PA         |                                                                                   |
| 入間川高架橋         | 内回り：1,391 m 外回り：1,386 m | 入間IC - 狭山PA         |                                                                                   |
| 越辺川橋             | 423.0 m                         | 坂戸IC - 川島IC         |                                                                                   |
| 圏央道荒川橋         | 971 m                           | 川島IC - 桶川北本IC     |                                                                                   |
| JR高崎線トンネル     | 339 m                           | 桶川北本IC - 桶川加納IC |                                                                                   |
| 旧中山道トンネル     | 133 m                           | 桶川北本IC - 桶川加納IC |                                                                                   |
| 国道17号トンネル     | 350 m                           | 桶川北本IC - 桶川加納IC |                                                                                   |

- 埼玉県・茨城県・千葉県区間

| トンネル・橋梁名称 | 延長      | 区間                     | 備考                           |
| ------------------ | --------- | ------------------------ | ------------------------------ |
| 圏央中川橋         | 376.0 m   | 幸手IC - 五霞IC          |                                |
| 圏央利根川橋       | 1,295.0 m | 五霞IC - 境古河IC        |                                |
| 鬼怒川高架橋       | 1,503.3 m | 坂東IC - 常総IC          |                                |
| 小貝川高架橋       | 2,376.0 m | 常総IC - つくば中央IC    |                                |
| 新利根川橋         | 3,125 m   | 稲敷東IC - 神崎IC        | 圏央道最長の橋梁               |
| 養安寺トンネル     | 115 m     | 東金IC/JCT - 大網白里SIC |                                |
| 山辺トンネル       | 796 m     | 東金IC/JCT - 大網白里SIC |                                |
| 茂原第一トンネル   | 75 m      | 茂原北IC - 茂原長柄SIC   |                                |
| 茂原第二トンネル   | 927 m     | 茂原北IC - 茂原長柄SIC   |                                |
| 笠森鶴舞トンネル   | 2,420 m   | 茂原長南IC - 市原鶴舞IC  | 千葉県内の道路トンネルでは最長 |
| 山口トンネル       | 675 m     | 高滝湖PA - 木更津東IC    |                                |
| 真里谷第一トンネル | 222 m     | 高滝湖PA - 木更津東IC    |                                |
| 真里谷第二トンネル | 267 m     | 高滝湖PA - 木更津東IC    |                                |
| 真里谷第三トンネル | 180 m     | 高滝湖PA - 木更津東IC    |                                |
| 真里谷第四トンネル | 886 m     | 高滝湖PA - 木更津東IC    |                                |

※ 久喜白岡JCT - 木更津JCT間は対面通行（暫定2車線）

### ハイウェイラジオ
- 寒川北IC付近（寒川南IC - 寒川北IC）[117]
- 圏央厚木IC付近（海老名IC - 圏央厚木IC）[117]
- 高尾山IC付近（相模原IC - 高尾山IC）[117]
- 菖蒲PA付近（桶川加納IC - 白岡菖蒲IC）[118]
- 幸手IC付近（久喜白岡JCT - 幸手IC）[118]
- 常総IC付近（常総IC - つくば中央IC）[118]
- 稲敷東IC付近（稲敷東IC - 神崎IC）[118]
- 高滝湖PA付近（市原鶴舞IC - 木更津東IC）[118]

### 道路管理者
ここでは圏央道として開通している区間について述べる。
- 中日本高速道路（NEXCO中日本） 東京支社
  - 横浜保全・サービスセンター - 茅ヶ崎JCT - 相模原IC
  - 八王子保全・サービスセンター - 相模原IC - あきる野IC[119]
- 東日本高速道路（NEXCO東日本） 関東支社
  - 所沢管理事務所 - あきる野IC - 川島IC（あきる野ICを含む）[120]
  - 加須管理事務所 - 川島IC - 常総IC
  - 谷和原管理事務所 - 常総IC - 神崎IC
  - 千葉管理事務所 - 神崎IC - 大栄JCT
  - 市原管理事務所 - 松尾横芝IC - 茂原長南IC
  - 東京湾アクアライン管理事務所 - 茂原長南IC - 木更津JCT

### 所轄警察
- 神奈川県警察高速道路交通警察隊[121]
  - さがみ分駐所：茅ヶ崎JCT - 東京・神奈川県境
- 警視庁高速道路交通警察隊[122]
  - 八王子分駐所：東京・神奈川県境 - 青梅IC
- 埼玉県警察高速道路交通警察隊[123]
  - 桶川分駐隊：青梅IC - 埼玉・茨城県境

- 茨城県警察高速道路交通警察隊[124][125]
  - つくば分駐隊：埼玉・茨城県境- 神崎IC

- 千葉県警察高速道路交通警察隊[126]
  - 成田分駐隊：神崎IC - 大栄JCT
  - 茂原分駐隊：松尾横芝IC - 木更津東IC付近
  - 木更津分駐隊：木更津東IC付近 - 木更津JCT

### 交通量
24時間交通量（台） 道路交通センサス
| 区間                      | 平成11（1999）年度 | 平成17（2005）年度 | 平成22（2010）年度 | 平成27（2015）年度 | 令和3（2021）年度 |
| ------------------------- | ------------------ | ------------------ | ------------------ | ------------------ | ----------------- |
| 茅ヶ崎JCT - 寒川南IC      | 調査当時未開通     | 調査当時未開通     | 調査当時未開通     | 11,954             | 21,144            |
| 寒川南IC - 寒川北IC       | 調査当時未開通     | 調査当時未開通     | 調査当時未開通     | 18,404             | 32,735            |
| 寒川北IC - 海老名南JCT    | 調査当時未開通     | 調査当時未開通     | 調査当時未開通     | 21,060             | 38,094            |
| 海老名南JCT - 海老名JCT   | 調査当時未開通     | 調査当時未開通     | 調査当時未開通     | 21,060             | 38,094            |
| 海老名JCT - 海老名IC      | 調査当時未開通     | 調査当時未開通     | 12,885             | 66,264             | 84,312            |
| 海老名IC - 圏央厚木IC     | 調査当時未開通     | 調査当時未開通     | 調査当時未開通     | 59,583             | 80,944            |
| 圏央厚木IC - 厚木PASIC    | 調査当時未開通     | 調査当時未開通     | 調査当時未開通     | 54,876             | 75,207            |
| 厚木PASIC - 相模原愛川IC  | 調査当時未開通     | 調査当時未開通     | 調査当時未開通     | 54,876             | 75,207            |
| 相模原愛川IC - 相模原IC   | 調査当時未開通     | 調査当時未開通     | 調査当時未開通     | 44,586             | 63,367            |
| 相模原IC - 高尾山IC       | 調査当時未開通     | 調査当時未開通     | 調査当時未開通     | 45,670             | 65,964            |
| 高尾山IC - 八王子JCT      | 調査当時未開通     | 調査当時未開通     | 調査当時未開通     | 50,747             | 70,540            |
| 八王子JCT - 八王子西IC    | 調査当時未開通     | 調査当時未開通     | 26,490             | 49,222             | 67,994            |
| 八王子西IC - あきる野IC   | 調査当時未開通     | 調査当時未開通     | 23,913             | 46,272             | 65,267            |
| あきる野IC - 日の出IC     | 調査当時未開通     | 8,282              | 29,907             | 50,389             | 69,049            |
| 日の出IC - 青梅IC         | 調査当時未開通     | 12,527             | 31,370             | 50,541             | 67,846            |
| 青梅IC - 入間IC           | 10,346             | 17,676             | 33,826             | 51,128             | 68,337            |
| 入間IC - 狭山日高IC       | 21,210             | 26,641             | 40,823             | 55,923             | 74,242            |
| 狭山日高IC - 圏央鶴ヶ島IC | 25,046             | 29,891             | 43,955             | 58,663             | 78,465            |
| 圏央鶴ヶ島IC - 鶴ヶ島JCT  | 24,970             | 30,003             | 45,894             | 61,249             | 83,702            |
| 鶴ヶ島JCT - 坂戸IC        | 調査当時未開通     | 調査当時未開通     | 13,888             | 23,034             | 61,564            |
| 坂戸IC - 川島IC           | 調査当時未開通     | 調査当時未開通     | 12,952             | 21,710             | 61,507            |
| 川島IC - 桶川北本IC       | 調査当時未開通     | 調査当時未開通     | 7,851              | 15,343             | 62,420            |
| 桶川北本IC - 桶川加納IC   | 調査当時未開通     | 調査当時未開通     | 調査当時未開通     | 調査当時未開通     | 59,401            |
| 桶川加納IC - 白岡菖蒲IC   | 調査当時未開通     | 調査当時未開通     | 調査当時未開通     | 調査当時未開通     | 59,401            |
| 白岡菖蒲IC - 久喜白岡JCT  | 調査当時未開通     | 調査当時未開通     | 調査当時未開通     | 15,343             | 61,727            |
| 久喜白岡JCT - 幸手IC      | 調査当時未開通     | 調査当時未開通     | 調査当時未開通     | 10,791             | 35,657            |
| 幸手IC - 五霞IC           | 調査当時未開通     | 調査当時未開通     | 調査当時未開通     | 08,740             | 28,503            |
| 五霞IC - 境古河IC         | 調査当時未開通     | 調査当時未開通     | 調査当時未開通     | 07,060             | 19,359            |
| 境古河IC - 坂東IC         | 調査当時未開通     | 調査当時未開通     | 調査当時未開通     | 調査当時未開通     | 18,679            |
| 坂東IC - 常総IC           | 調査当時未開通     | 調査当時未開通     | 調査当時未開通     | 調査当時未開通     | 18,679            |
| 常総IC - つくば中央IC     | 調査当時未開通     | 調査当時未開通     | 調査当時未開通     | 調査当時未開通     | 18,679            |
| つくば中央IC - つくばJCT  | 調査当時未開通     | 調査当時未開通     | 03,423             | 06,635             | 20,190            |
| つくばJCT - つくば牛久IC  | 調査当時未開通     | 06,227             | 16,789             | 25,550             | 28,204            |
| つくば牛久IC - 牛久阿見IC | 調査当時未開通     | 調査当時未開通     | 11,801             | 20,948             | 22,842            |
| 牛久阿見IC - 阿見東IC     | 調査当時未開通     | 調査当時未開通     | 07,596             | 16,014             | 17,479            |
| 阿見東IC - 稲敷IC         | 調査当時未開通     | 調査当時未開通     | 04,923             | 13,960             | 15,220            |
| 稲敷IC - 稲敷東IC         | 調査当時未開通     | 調査当時未開通     | 調査当時未開通     | 11,516             | 13,112            |
| 稲敷東IC - 神崎IC         | 調査当時未開通     | 調査当時未開通     | 調査当時未開通     | 10,807             | 12,254            |
| 神崎IC - 下総IC           | 調査当時未開通     | 調査当時未開通     | 調査当時未開通     | 09,976             | 11,764            |
| 下総IC - 大栄JCT          | 調査当時未開通     | 調査当時未開通     | 調査当時未開通     | 09,700             | 11,757            |
| 大栄JCT - 松尾横芝IC間    | 未開通             | 未開通             | 未開通             | 未開通             | 未開通            |
| 松尾横芝IC - 山武成東IC   | 05,930             | 06,793             | 09,242             | 09,907             | 09,608            |
| 山武成東IC - 東金JCT      | 07,173             | 28,127             | 10,693             | 11,318             | 11,137            |
| 東金JCT - 東金IC          | 07,173             | 28,127             | 10,693             | 08,606             | 07,279            |
| 東金IC - 大網白里SIC      | 調査当時未開通     | 調査当時未開通     | 調査当時未開通     | 08,606             | 07,279            |
| 大網白里SIC - 茂原北IC    | 調査当時未開通     | 調査当時未開通     | 調査当時未開通     | 08,606             | 07,269            |
| 茂原北IC - 茂原長柄SIC    | 調査当時未開通     | 調査当時未開通     | 調査当時未開通     | 04,240             | 05,004            |
| 茂原長柄SIC - 茂原長南IC  | 調査当時未開通     | 調査当時未開通     | 調査当時未開通     | 04,240             | 05,004            |
| 茂原長南IC - 市原鶴舞IC   | 調査当時未開通     | 調査当時未開通     | 調査当時未開通     | 03,316             | 05,425            |
| 市原鶴舞IC - 木更津東IC   | 調査当時未開通     | 調査当時未開通     | 調査当時未開通     | 04,963             | 10,315            |
| 木更津東IC - 木更津JCT    | 調査当時未開通     | 調査当時未開通     | 05,685             | 11,339             | 13,257            |

（出典：「平成17年　道路交通センサス　一般交通量調査結果」（関東地方整備局ホームページ）「平成22年度道路交通センサス」・「平成27年度全国道路・街路交通情勢調査」「令和3年度全国道路・街路交通情勢調査」（国土交通省ホームページ）より一部データを抜粋して作成）
- 令和2年度に実施予定だった交通量調査は、新型コロナウイルスの影響で延期された[127]。

### 渋滞
開通区間の延伸に伴い、交通量が増大しており、それに伴って各所で渋滞が発生するようになっている。
このうち、海老名JCTではJCT内の車線減少区間がボトルネックとなり、内回りが慢性的に海老名IC付近まで渋滞しており、NEXCO中日本では、暫定的に白線を引き直して車線を増やす対策を行っている。また、八王子JCTでは以前、本線部分の1車線となる区間がボトルネックとなり、交通量の多い時期に渋滞が発生することがあったが、2017年12月20日に内回り・外回りともに2車線化された。
さらに、久喜白岡JCT - 大栄JCT間の暫定2車線区間では、2017年2月26日の久喜白岡JCT - つくばJCT間の全通を機に交通量が大幅に増加し、付加車線の車線減少部を先頭とする渋滞が多く発生して、運転手から「日本一混雑している暫定2車線」との指摘も出ている。区間によっては4車線化目安となる24時間交通量10,000台の2倍の20,000台を上回る区間もあり、休日の午前中には外回りの坂東ICや常総IC、夕方には阿見東IC・つくば中央IC・坂東IC・幸手ICを先頭とする渋滞が発生しており、このうち内回りの幸手IC付近を先頭とする渋滞は、平日の夕方にも発生している。
このほか、週末や休日を中心に、東名の伊勢原バス停、中央道の小仏トンネル、関越道の高坂SA、東北道の羽生PA、常磐道の土浦北ICなどを先頭とする、他の高速道路の下りの渋滞が接続する各JCTを過ぎて、圏央道へ最大で10 km前後伸びてくることもある。

### 料金・割引
※ 特記のない限り料金は普通車のもの。1 kmあたりの料金（距離単価）および固定額は消費税抜きで記す。藤沢IC - 茅ヶ崎JCT間については、新湘南バイパスを参照。
海老名南JCT - 海老名IC間を除き一般有料道路であり、40 km以下の区間では1 kmあたりの距離単価が34 - 40円と、高速自動車国道の大都市近郊区間に比べてかなり割高になっており、首都高速道路経由で利用する方が、圏央道を利用するより通行料金が安くなっていた。
圏央道とその内側で料金水準を統一する方針により、2016年（平成28年）4月1日、高速自動車国道大都市近郊区間と同じ料金水準 （距離【km】×距離単価【29.52円/km】+利用1回あたりの固定額【150円】）に変更された。
- 高速自動車国道とは別に計算する。100 km超の距離単価を引き下げる長距離逓減制も適用されない。
- 他の道路と連続して通行する場合、固定額（ターミナルチャージ）は他の道路と合わせて1回分となる[注釈 14]。
- 上記算出法による料金が、2016年3月31日時点の料金（以下、旧料金という）より高くなる場合は、旧料金に据え置きとなる[注釈 15]。ただし、東金IC/JCT - 松尾横芝IC/JCT間の車種区分・車種間料金比率変更によるものを除く。

#### ETC時間帯割引
茅ヶ崎JCT - 久喜白岡JCT間
時間帯割引は2007年（平成19年）6月23日に開始された。大都市近郊区間扱いのため、2015年（平成27年）5月現在は深夜割引のみを実施。休日割引は対象外。
休日特別割引および休日割引は、割引後料金が最も安くなる経路で料金計算を行う。このため、休日特別割引の上限1000円が実施されていた当時（2009年3月29日から2011年6月19日まで）、八王子JCT - （鶴ヶ島JCT経由） - 関越道東松山IC間を通過する利用では、上限1,000円のみで済むことがあった。
久喜白岡JCT - 木更津JCT間
2007年（平成19年）8月、木更津東IC - 木更津JCT間で社会実験として深夜割引・通勤割引が導入された。2008年（平成20年）度末から、その他の供用済み区間でも高速道路利便増進事業を活用して開始された。利便増進事業の割引財源がなくなった2014年（平成26年）4月以降は、深夜割引と休日割引を実施している。通勤割引の後身である平日朝夕割引も対象になる。

#### ETC2.0限定割引
ETC2.0を使用して「より賢く使うため」、ETC2.0搭載車に限定して適用される割引が、2016年4月1日から実施されている。
なお、これらの割引は、料金所通過時の料金通知には反映されず、請求時に割引後料金となる。
ETC2.0割引
高速自動車国道普通区間と同じ料金水準 （距離【km】×距離単価【24.6円/km】+利用1回あたりの固定額【150円】）に割り引く。旧料金を上回る場合は適用されない。時間帯割引の重複適用はない（最も安くなるものを適用）。平日朝夕割引の要件も満たす場合は、付与される還元額から本割引による割引額が減じられ、最大20%引き。
大口・多頻度割引の対象道路に追加
ETC2.0車に限り、圏央道も大口・多頻度割引の対象道路とする。

#### 圏央道特別割引・連続利用割引
高速自動車国道より割高であったため、料金差・割高感を緩和し、環状道路として有効活用するために、以下のETC割引が2016年3月31日まで設定されていた。2007年（平成19年）8月に開始された社会実験割引が発展したものである。
なお、2016年（平成28年）4月1日以降は、これらの割引が適用された料金を上回らないよう、激変緩和措置としての割引が設定される。
圏央道特別割引
圏央道西側の高速自動車国道間（東名高速 - 中央道 - 関越道）間を通過する場合、圏央道分に適用。圏央道経由と首都高経由の2とおりの経路の距離が同程度となる区間において、普通車料金で圏央道経由のほうが安くなるようにする（他の車種の割引額は、普通車の割引率を参考に決定）。料金が逆転することを防ぐため、圏央道のインターチェンジ発着となる場合にも一定額の割引が適用されることがある。時間帯割引・連続利用割引の重複適用はしない（割引後料金が最も安くなるものを適用）。
| 通過区間＼車種        | 軽自動車等 | 普通車 | 中型車 | 大型車 | 特大車  |
| --------------------- | ---------- | ------ | ------ | ------ | ------- |
| 海老名IC - 八王子JCT  | 240円      | 300円  | 360円  | 500円  | 830円   |
| 八王子JCT - 鶴ヶ島JCT | 420円      | 510円  | 620円  | 850円  | 1,420円 |
| 海老名IC - 鶴ヶ島JCT  | 420円      | 510円  | 620円  | 850円  | 1,420円 |
2007年（平成19年）8月に社会実験割引「圏央道全線利用割引」として開始。2009年（平成21年）5月13日から事業許可上は「特別区間等における割引」として実施、発着インターチェンジの制限がなくなった。2014年（平成26年）4月1日から独立して現名称になるとともに、割引額が改定された。
圏央道連続利用割引
圏央道の各インターチェンジ（松尾横芝IC - 木更津JCT間を除く）と高速自動車国道の圏央道より内側（都心方向）にあるインターチェンジまたは外側1インターチェンジ（厚木、相模湖、相模湖東出口、関越道鶴ヶ島、久喜および桜土浦）との相互間の利用で、高速国道分を150円引き（八王子ICまたは八王子TB発着は300円引き）。これらのインターチェンジよりさらに外側の区間を通行する場合は割引対象外。時間帯割引・特別割引の重複適用はしない（割引後料金が最も安くなるものを適用）。

## 地理

### 通過する自治体
斜め文字は2021年（令和3年）現在、通過予定の自治体である。
釜利谷JCT - 栄IC/JCT - 戸塚IC間
- 神奈川県
  - 横浜市（金沢区 - 栄区 - 戸塚区）

栄IC/JCT - 茅ヶ崎JCT - 木更津JCT間
- 神奈川県
  - 横浜市（栄区） - 鎌倉市 - 藤沢市 - 茅ヶ崎市 - 高座郡寒川町 - 海老名市 - 厚木市 - 愛甲郡愛川町 - 相模原市（南区 - 緑区）
- 東京都
  - 八王子市 - あきる野市 - 西多摩郡日の出町 - 羽村市 - 青梅市
- 埼玉県
  - 入間市 - 狭山市 - 日高市 - 川越市 - 鶴ヶ島市 - 川越市 - 坂戸市 - 比企郡川島町 - 桶川市 - 北本市 - 桶川市 - 久喜市 - 白岡市 - 久喜市 - 南埼玉郡宮代町 - 久喜市 - 幸手市
- 茨城県
  - 猿島郡五霞町 - 猿島郡境町 - 坂東市 - 常総市 - つくば市 - 牛久市 - 稲敷郡阿見町 - 牛久市 - 稲敷市 - 稲敷郡河内町
- 千葉県
  - 成田市[注釈 17] - 香取郡神崎町 - 成田市 - 香取郡多古町 - 山武郡芝山町 - 山武郡横芝光町 - 山武市 - 東金市 - 八街市 - 東金市 - 大網白里市 - 千葉市（緑区）[注釈 18] - 大網白里市 - 茂原市 - 長生郡長柄町 - 長生郡長南町 - 市原市 - 木更津市 - 袖ケ浦市 - 木更津市

### 接続する高速道路
- E16 横浜横須賀道路（釜利谷JCTで接続:事業中）
- E84 新湘南バイパス（茅ヶ崎JCTで接続）
- E1A 新東名高速道路（海老名南JCTで接続）
- E1 東名高速道路（海老名JCTで接続）
- E20 中央自動車道（八王子JCTで接続）
- E17 関越自動車道（鶴ヶ島JCTで接続）
- E4 東北自動車道（久喜白岡JCTで接続）
- E6 常磐自動車道（つくばJCTで接続）
- E51 東関東自動車道（大栄JCTで接続）
- E82 千葉東金道路（東金JCTで接続）
- E14 館山自動車道（木更津JCTで接続）
- CA 東京湾アクアライン（木更津JCTで接続）